# Búlgars a Espanya
Els búlgars a Espanya (búlgar: Испания, Ispania) són una de les comunitats més grans de la diàspora búlgara. Segons dades oficials del 2019, eren 197.373, la qual cosa els converteix en la desena comunitat d'emigrants més gran d'Espanya i la segona entre les comunitats d'emigrants d'Europa Central i Oriental.

## Història
La major part dels búlgars a Espanya consisteix en immigrants econòmics recents. Fins als últims anys, l'emigració búlgara a Espanya era escassa i poc organitzada. Segons l'historiador Ivan Dimitrov, un nombre desconegut de búlgars va fugir a Espanya després de la conquesta per l'Imperi Otomà del Segon Imperi Búlgar a finals del segle xiv o principis del XV. Dimitrov afirma que unes 300 famílies a Espanya conserven records del seu origen búlgar d'aquell període. Entre els búlgars hi ha búlgars del Banat de Romania, aromanesos i meglenoromanesos que es van adaptar a la societat espanyola a causa de les similituds lingüístiques entre el romanès, aromanès, meglenoromanès, i castellà, així com la identitat llatina dels aromanesos i megleno-romanesos, i els búlgars de Banat són predominantment catòlics romans.
Amb l'augment de l'economia búlgara als segles xviii i xix, els comerciants búlgars individuals van arribar als mercats d'Espanya, encara que mai es va formar una colònia fins i tot després de l'Alliberament de Bulgària el 1878. Només després de la Primera Guerra Mundial van arribar els jardiners búlgars a Espanya i a Catalunya concretament. Segons una estadística de 1930, 88 jardiners búlgars van treballar a Espanya. Tanmateix, la Guerra Civil Espanyola de 1936–39 i la conseqüent Segona Guerra Mundial van dificultar la formació d'una colònia de jardiners.
Després de la Segona Guerra Mundial, un petit nombre d'emigrants polítics búlgars que fugien del règim  comunista es van establir a Espanya. Entre aquests emigrants hi havia una gran part de la família reial búlgara, inclosa el monarca nen deposat tsar Simeó II de Sajonia-Coburg-Gotha, a qui Francisco Franco va concedir asil el 1951. Simeó II va viure a Espanya durant 50 anys, fins al seu retorn a Bulgària el 2001.
Cap a l'any 1998, el nombre de búlgars a Espanya era només d'uns 3.000. El 2002, unes 10.000 persones s'havien registrat oficialment com a emigrants búlgars legals, tot i que es pensava que el nombre d'immigrants il·legals era molt més gran. A principis del segle xxi, es van formar importants comunitats búlgares a Madrid, Barcelona, Màlaga, Sant Sebastià, Valladolid, Palma i altres ciutats.

## Població estrangera de ciutadania búlgara a Espanya
Els ciutadans búlgars que viuen a Espanya inclouen tant els búlgars ètnics com els grups minoritaris (inclosos turcs, pomaks, armenis, etc.).
| Gràfica d'evolució de Búlgars a Espanya entre 2000 i |
|                                                      |

| Any de cens | Residents búlgars |
| ----------- | ----------------- |
| 1998        | 1,453             |
| 1999        | 1,831             |
| 2000        | 3,031             |
| 2001        | 12,035            |
| 2002        | 29,741            |
| 2003        | 52,838            |
| 2004        | 69,854            |
| 2005        | 93,037            |
| 2006        | 101,617           |
| 2007        | 122,057           |
| 2008        | 153,973           |
| 2009        | 164,717           |
| 2010        | 169,552           |
| 2011        | 172,926           |
| 2012        | 176,411           |
| 2013        | 168,997           |
| 2014        | 151,579           |
| 2015        | 142,328           |
| 2016        | 133,951           |
| 2017        | 127,669           |
| 2018        | 124,404           |
| 2019        | 122,813           |

## Persones notables
- Mariana Gurkova
- Romano Kristoff